# Luis Echeverría Álvarez

Luis Echeverría Álvarez (1970)

Luis Echeverría Álvarez (* 17. Januar 1922 in Mexiko-Stadt; † 8. Juli 2022 in Cuernavaca, Morelos) war ein mexikanischer Politiker, Jurist und Diplomat und von 1970 bis 1976 Präsident seines Landes.

## Werdegang
Luis Echeverría Álvarez studierte Rechtswissenschaften an der Nationalen Autonomen Universität von Mexiko und trat 1944 der Partido Revolucionario Institucional (PRI) bei. Nach seinem Studienabschluss 1945 begann er eine politische Karriere. Er arbeitete zunächst als Generalsekretär für Rodolfo Sánchez Taboada und bekleidete in der Folge eine Reihe weiterer Posten in Staat und Partei. 1964 wurde er Innenminister unter Staatspräsident Gustavo Díaz Ordaz. Als Innenminister spielte er eine entscheidende Rolle bei der Niederschlagung der Studentenrevolten 1968, dem (Massaker von Tlatelolco).
1970 wurde Echeverría Álvarez selbst zum Staatspräsidenten gewählt. Er verfolgte einerseits eine Liberalisierungspolitik und amnestierte alle nach den Studentenunruhen Inhaftierten. Andererseits bemühte er sich um soziale Reformen. Dazu erhöhte er die Staatsausgaben, baute die Bürokratie aus und erweiterte die staatliche Kontrolle der Wirtschaft, deren Produktivität in der Folge stieg. Zugleich litt das Land aber unter Inflation, zumal Echeverría Álvarez seine Ausgaben durch eine erhöhte Staatsverschuldung finanzierte. 
Außenpolitisch orientierte er sich an sozialistischen Staaten wie Kuba. Nach dem Putsch in Chile 1973 brach er die diplomatischen Beziehungen dorthin ab. Ebenfalls 1973 war er auf Staatsbesuch in der Volksrepublik China.
Nach dem Ende seiner Präsidentschaft bemühte sich Echeverría Álvarez erfolglos um das Amt des Generalsekretärs der Vereinten Nationen. Er ging in den diplomatischen Dienst und amtierte unter anderem von 1977 bis 1980 als mexikanischer Botschafter in Neuseeland und Australien.
Am 30. Juni 2006 wurde er als Hauptverantwortlicher für das Massaker von Tlatelolco (Matanza de Tlatelolco) am 2. Oktober 1968 an einigen Hundert Studenten der UNAM, einer Universität in Mexiko-Stadt, unter dem Verdacht des Völkermords verhaftet. Das Verfahren wurde bereits nach einigen Tagen wegen eingetretener Verjährung eingestellt.

## Ehrungen
Echeverría Álvarez ist von der Kommunistischen Partei Chinas als „Alter Freund des chinesischen Volkes“ bezeichnet worden.